# Entoloma sinuatum
Entoloma sinuatum (1871), sin. Rhodophyllus sinuatus (1951), denumită în popor ciuperca pieptănușului, este o specie de ciuperci otrăvitoare posibil letală de basidiomicete din familia Entolomataceae și genul Entoloma. Buretele coabitează, fiind un simbiont micoriza (formează micorize pe rădăcinile arborilor) și se poate găsi în România, Basarabia și Bucovina de Nord pe terenuri calcaroase sau acre în păduri foioase sub stejari și, fagi, crescând în cercuri („cearcăne de vrăjitoare”), precum grupuri în locuri umede. El apare  din mai până în octombrie (noiembrie).

## Istoric

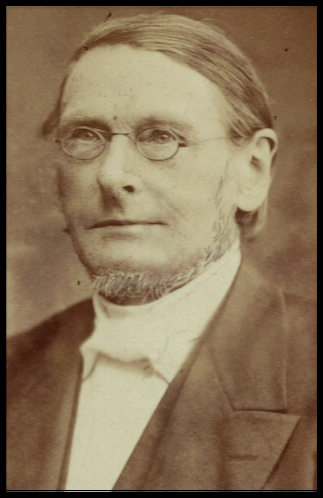
P. Kummer

Și acest soi a fost menționat de multe ori sub denumiri diferite. Aici cele mai importante: Specia a fost descrisă și pictată pentru prima oară de Pierre Bulliard sub numele Agaricus lividus în cartea sa Herbier de la France, volumul 8, din anul 1788. După ce Christian Hendrik Persoon  la redenumit în Agaricus sinuatus (1801), micologul francez Lucien Quélet i-a dat trei însemnări noi: Entoloma lividum (1872), Rhodophyllus lividus (1886) și Rhodophyllus sinuatus (1888)., pe când între timp, micologul german Paul Kummer  îi  da-se o denumire numai puțin luată în seamă: Entoloma sinuatum (1871).
Din mijlocul secolului al XX-lea, a fost folosit numele Rhodophyllus sinuatus dat de micologul german Rolf Singer în anul 1951 în toate cărțile de ciuperci.
În sfârșit micologul olandez Machiel Noordeloos (n. 1949) a propagat în lucrarea sa Fungi Europaei din 1992, redenumirea în numele aproape uitat dat anterior de Paul Kummer: Entoloma sinuatum care este valid până astăzi (situația pe 11 octombrie 2014).

## Descriere

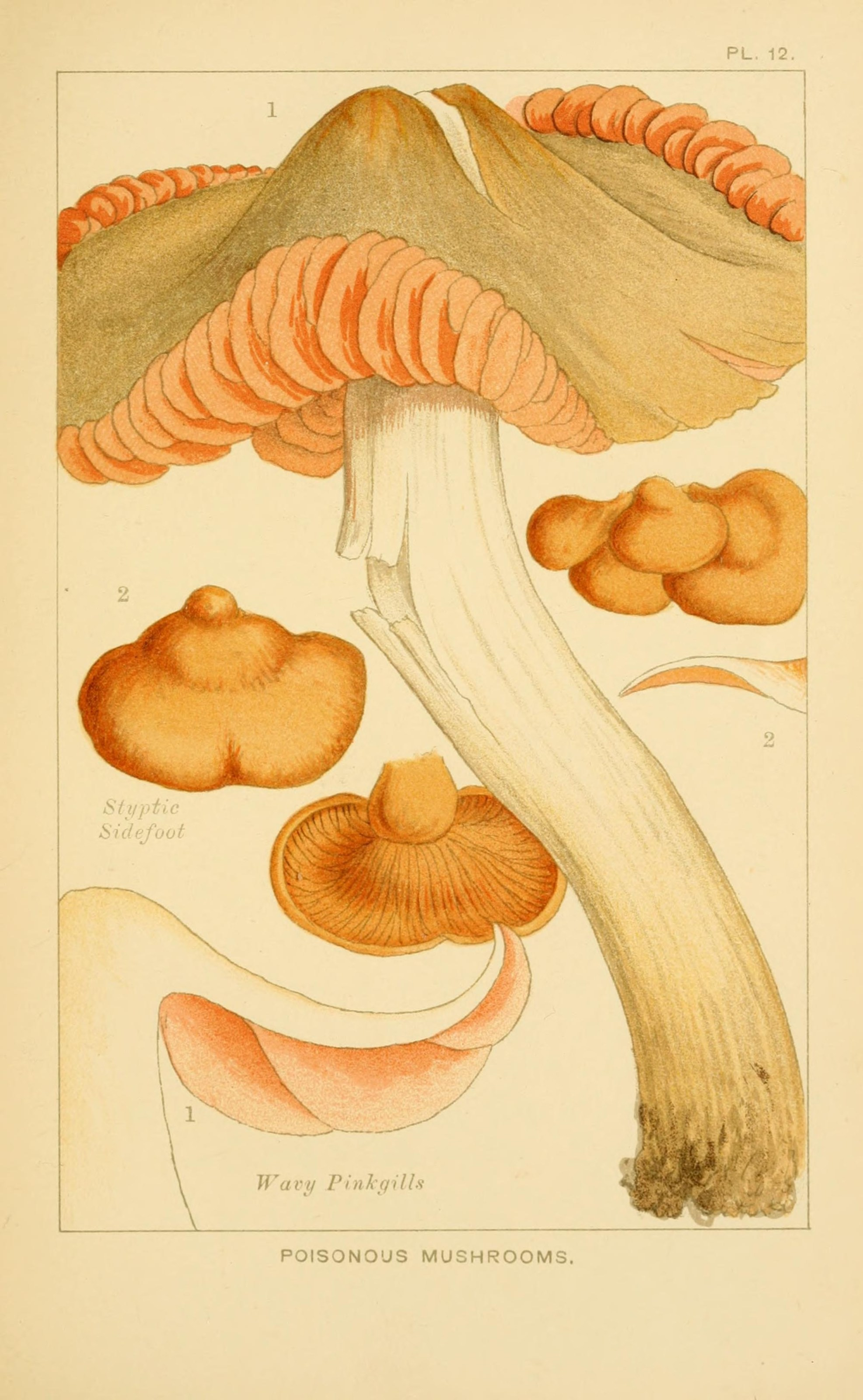

Ordinul Agaricales este de diversificare foarte veche (între 178 și 139 milioane de ani), începând din timpul perioadei geologice în Jurasic în diferență de exemplu cu genul Boletus (între 44 și 34 milioane de ani).
- Pălăria: are un diametru de 6-15 cm, este fragedă și cărnoasă, mai întâi semisferică, devenind apoi convexă și în final plată, ondulată neregulat și adesea tare cocoșată. Cuticula este netedă, nelucioasă, cu fibre radiale de gri-ocru. Coloritul diferă între albicios, cenușiu și pătat cenușiu-brun.
- Lamelele: stau nu prea dense, sunt înalte și subțiri, mereu intercalate, fiind inițial albe, apoi de un roz-închis.
- Piciorul: are o înălțime de 6-14 cm și o grosime de 1,5-3 cm, este, destul de masiv, puternic, deseori curbat, subțiat în partea de  sus, acolo brumat,cu baza îngroșată, inițial plin, la bătrânețe gol. Coloritul este alb murdar până la slab galben. Acest burete nu are manșetă în jurul piciorului.
- Carnea: este albă și cam fragedă, de asemenea la marginea pălăriei. Ciuperca este de gust plăcut cu un miros de faină proaspătă.
- Caracteristici microscopice: are spori angulari-ovoidali, aproape hexagonali, au o mărime de 8-10 x 7-8,5 microni, fiind  de un colorit roz murdar.[2][3]
- Reacții chimice: Lamelele se colorează cu sulfat de fier brun și cu sulfovanilină violet.[11]

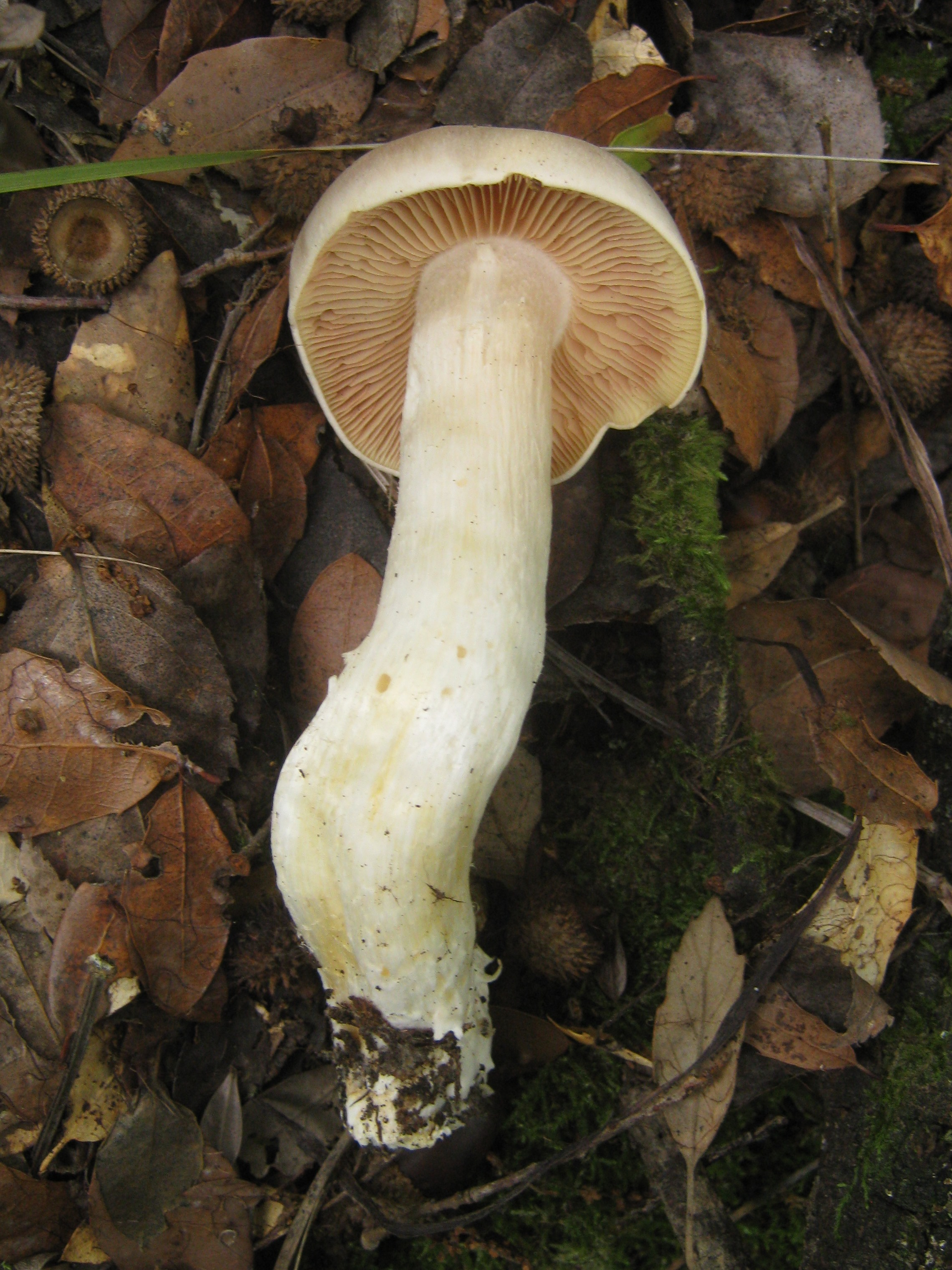
E. sinuatum tânăr: lamele și picior
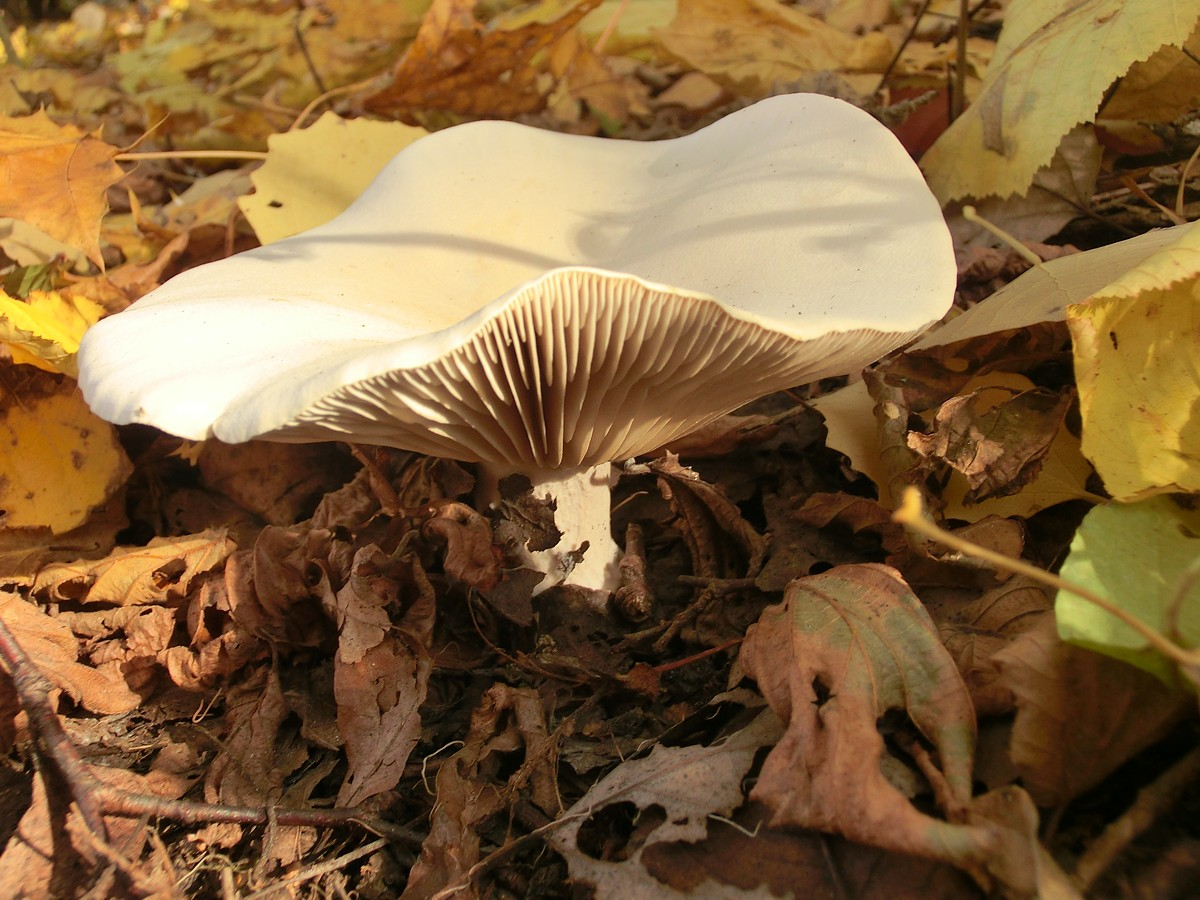
E. sinuatum matur
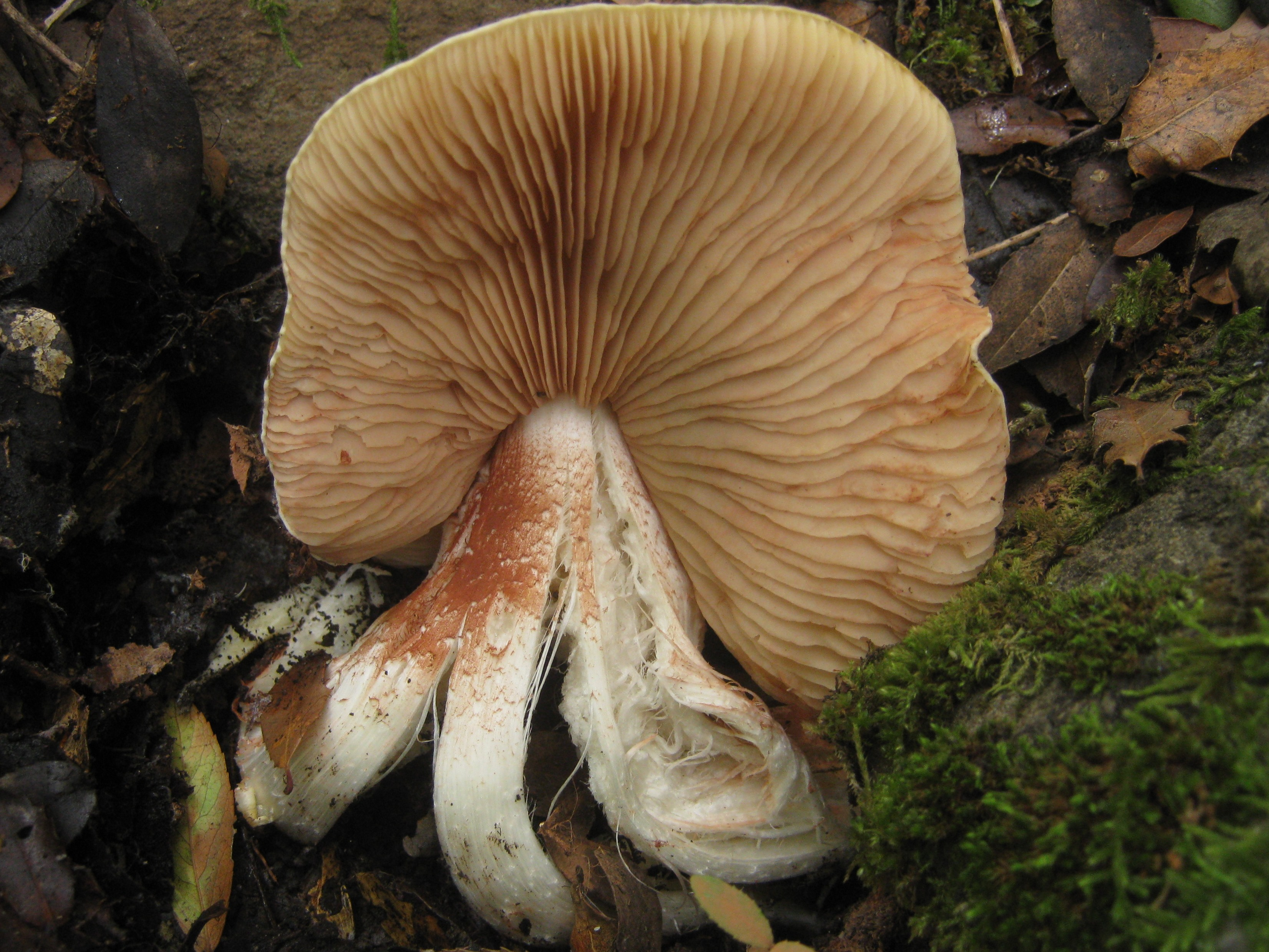
E. sinuatum bătrân: lamele și picior
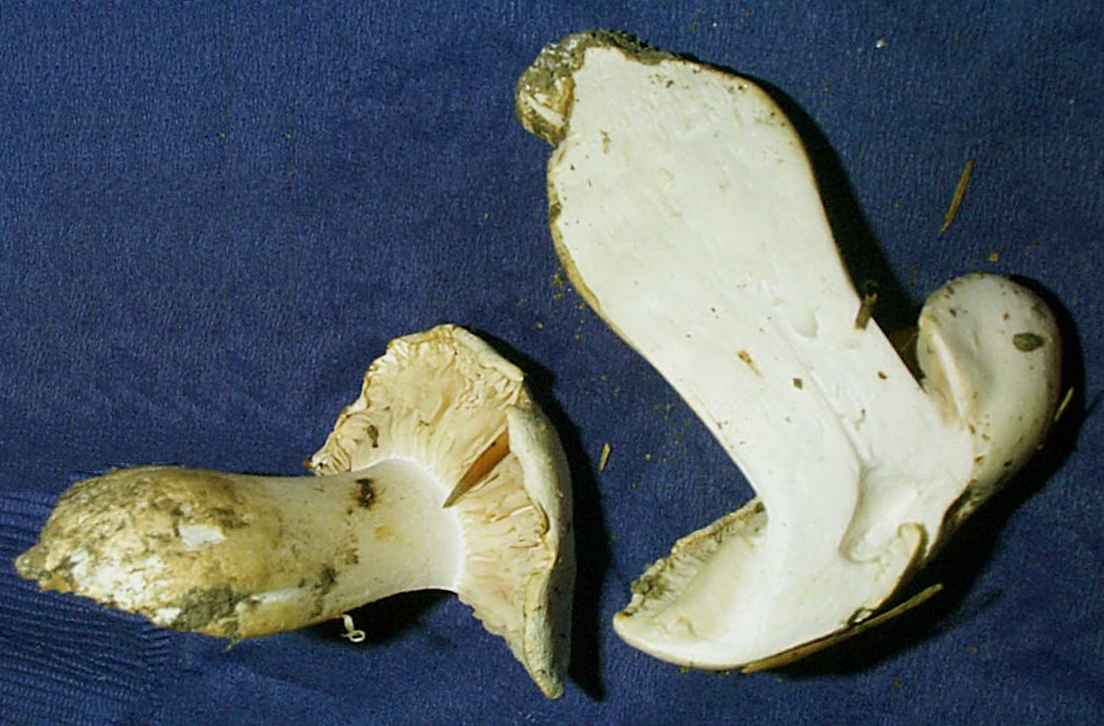
E. sinuatum, secțiune longitudinală

## Toxicitate
Această ciupercă este cea mai toxică și otrăvitoare din genul Entoloma, care poate provoca după consum complicații gastrointestinale mortale, mai ales la copii și persoane în vârstă care au un sistem imunitar al organismului mai scăzut. Zece la sută din toate cazurile de otrăvire sunt cauzate de această ciupercă. Se suspectă, că cauza intoxicației ar fi un glicovinil (C4H7NO2), de asemenea sunt conținute lectine fungide care duc în mod specific la agregare de celule sanguine de grupa de sânge A. și alcaloide. În plus, acest soi conține cele mai mari concentrări de cupru, zinc, mercur și arsen în relație cu alte specii.
Simptomele de ingestie încep după 20 minute, dar deseori de abia după 4 ore de la ingerare. Principalele simptome pe care se observă la persoane care au consumat astfel de ciuperci sunt: stări de greață și vărsături, probleme acute și severe la nivel gastrointestinal cu diaree, dureri mari de cap, dificultăți respiratorii, amețeli si dureri de burtă.

## Confuzii

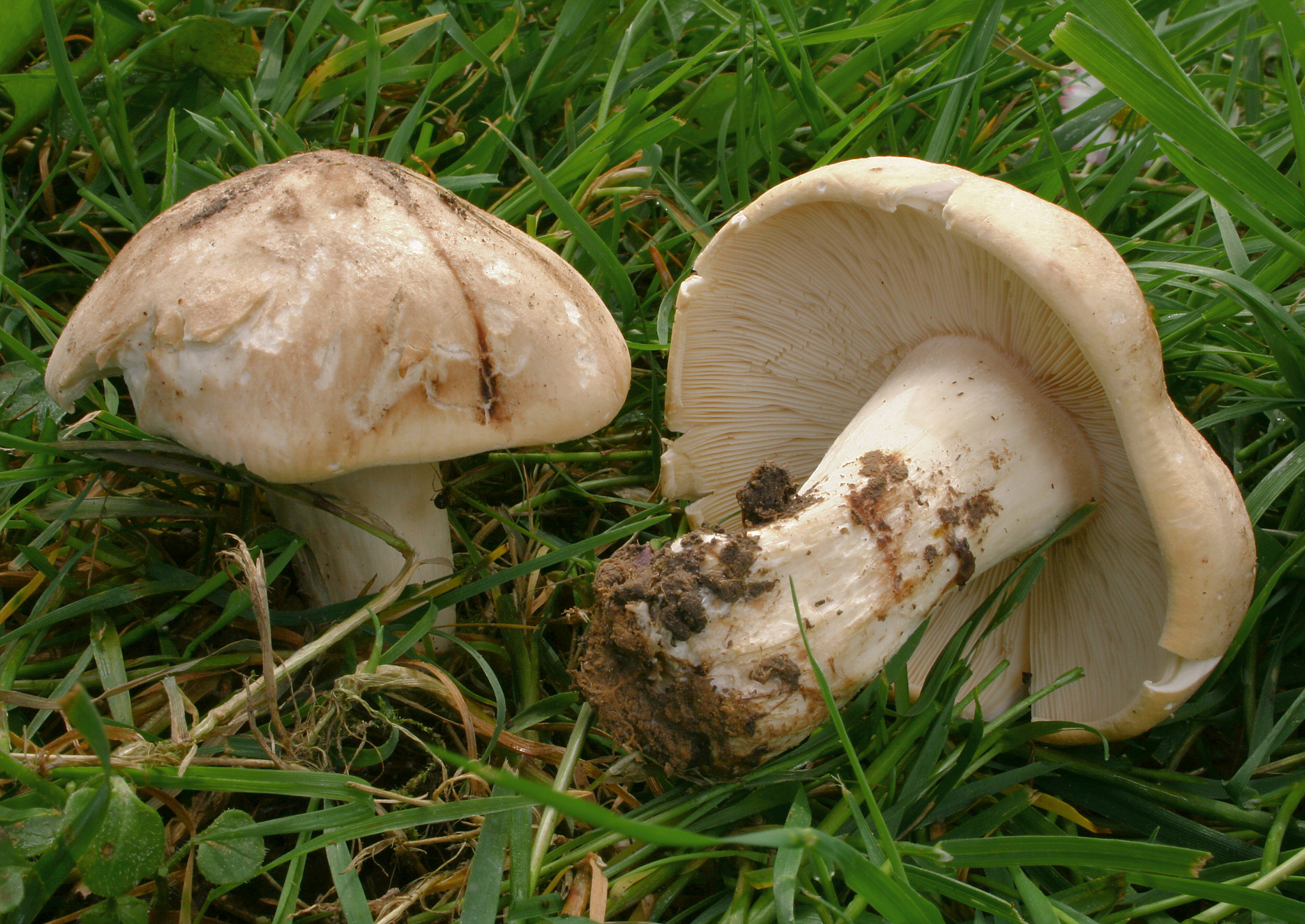
C. gambosa

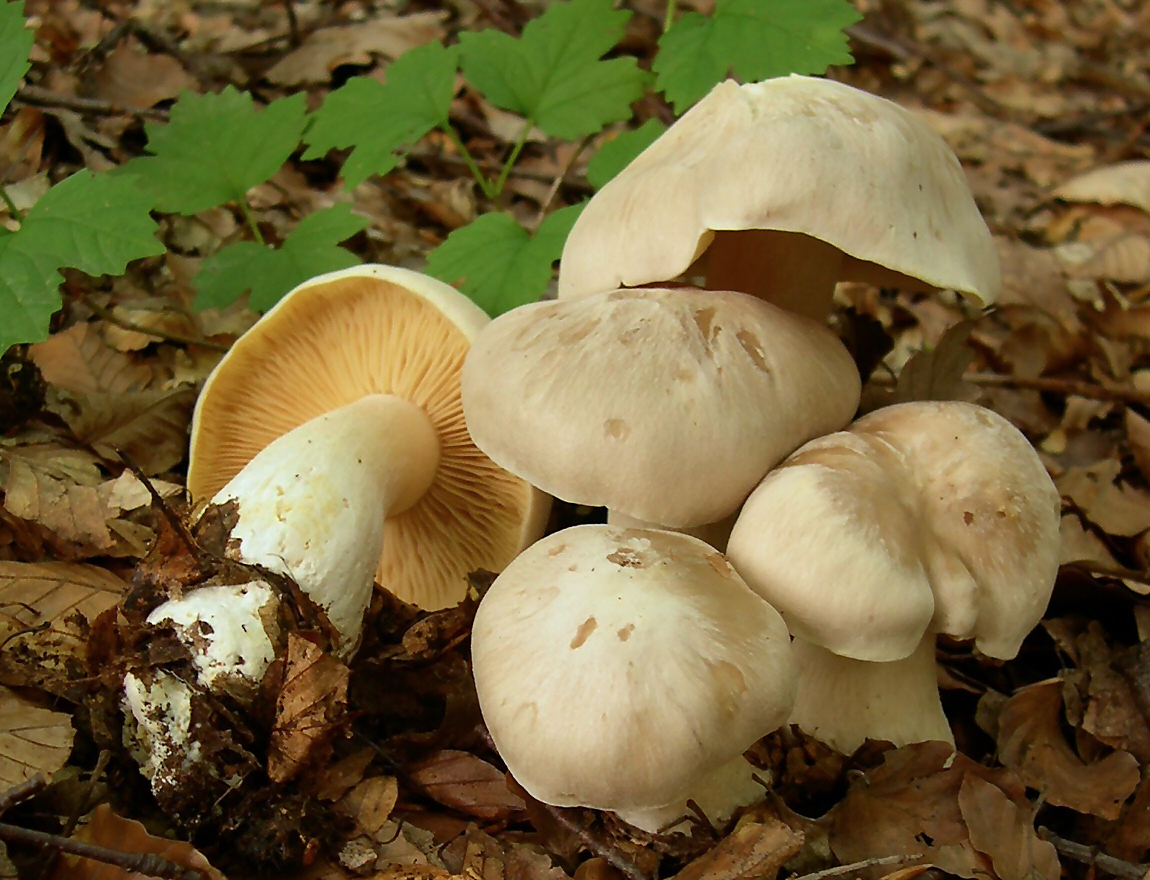
E. sinuatum

Buretele poate fi confundat cu specii comestibile și toxice acelui gen cum sunt între altele: Entoloma abortivum (comestibil), Entoloma clypeatum (comestibil) Entoloma excentricum (necomestibil) sau Entoloma hiemale, dar și cu bureți altor genuri, ca de exemplu Agaricus campestris (comestibil), Clitocybe nebularis (fiert comestibil), Clitopilus prunulus (comestibil), Cortinarius crassus (comestibil), Cortinarius triumphans sin. Cortinarius crocolitus (comestibil), Hygrophorus russula (comestibil), Lepista glaucocana (comestibil),> Lepista personata, (comestibil) Leucocybe connata sin. Clitocybe connata, Lyophyllum connatum (comestibil, saprofit), Russula citrina (comestibil) ), Tricholoma columbetta (comestibil), Tricholoma irinum sin. Lepista irina, (comestibil) sau cu necomestibilele Tricholoma album, Tricholoma lascivum și Tricholoma stiparophyllum sin.Tricholoma pseudoalbum.
De cele mai multe ori Entoloma sinuatum (ciuperca pieptănușului) este confundată cu savuroasa Calocybe gambosa (buretele de mai).

## Specii asemănătoare

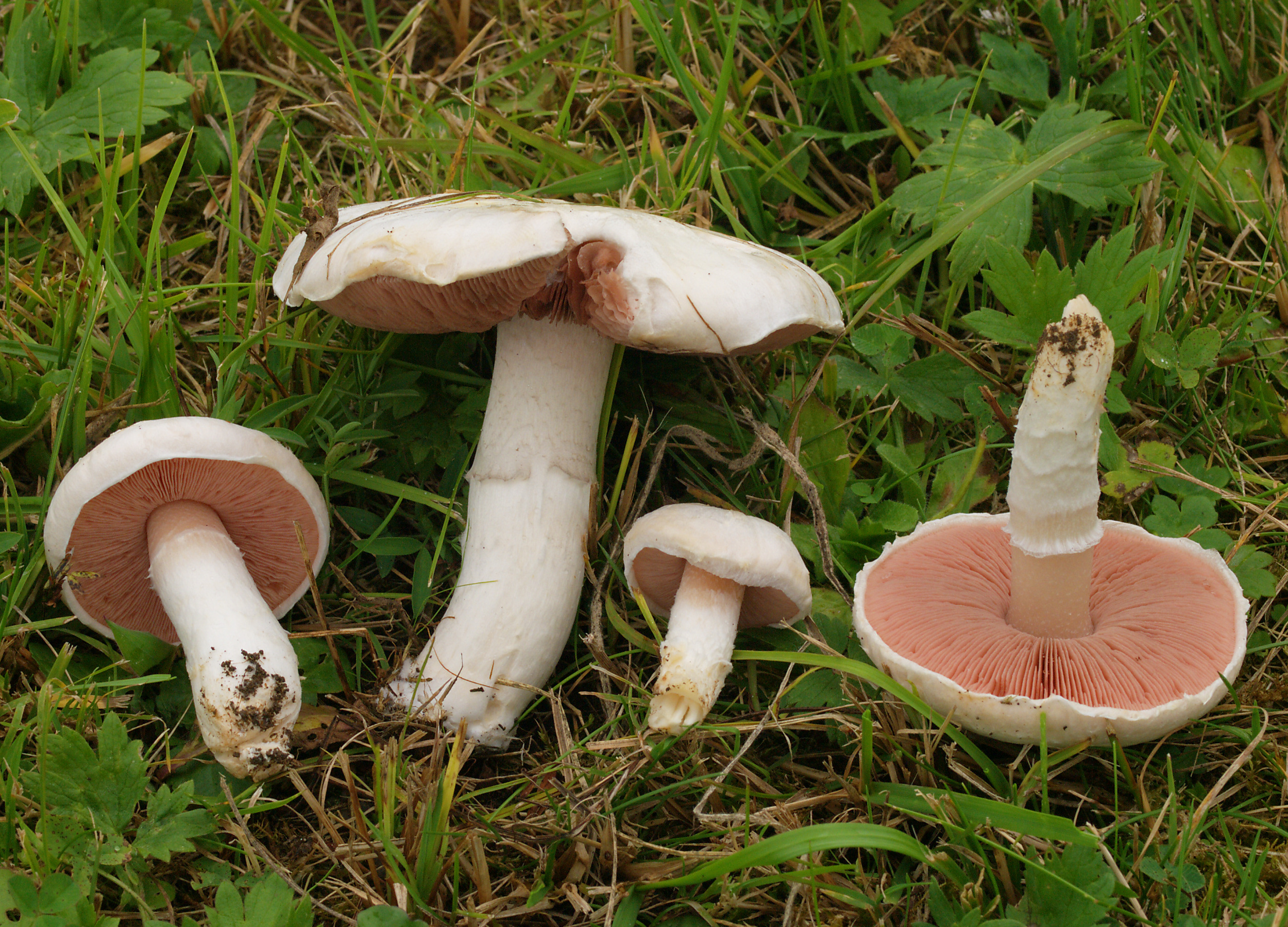
Agaricus campestris
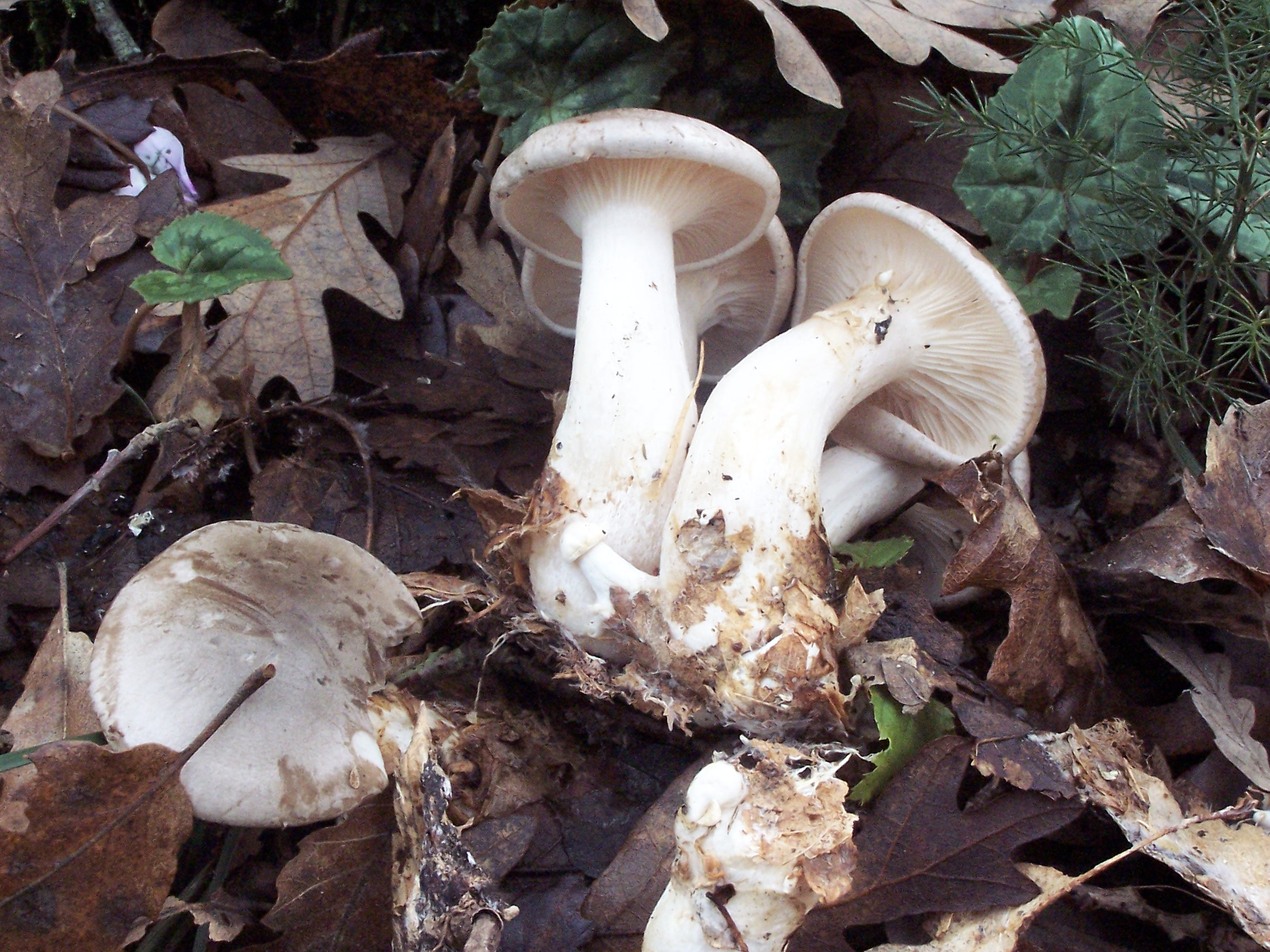
Clitocybe nebularis
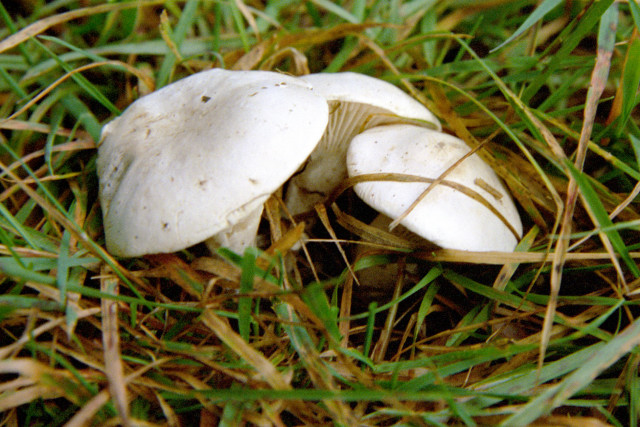
Clitopilus prunulus
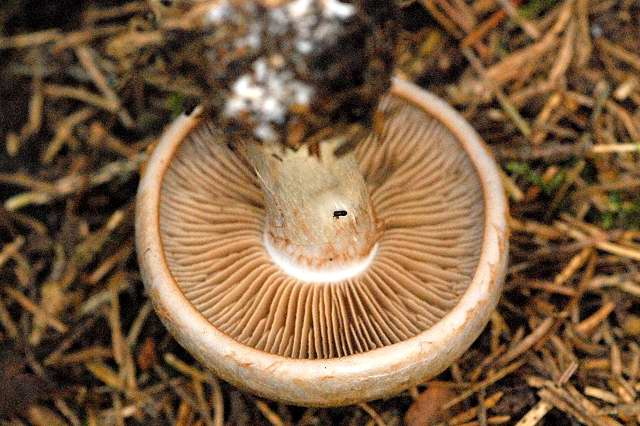
Cortinarius crassus
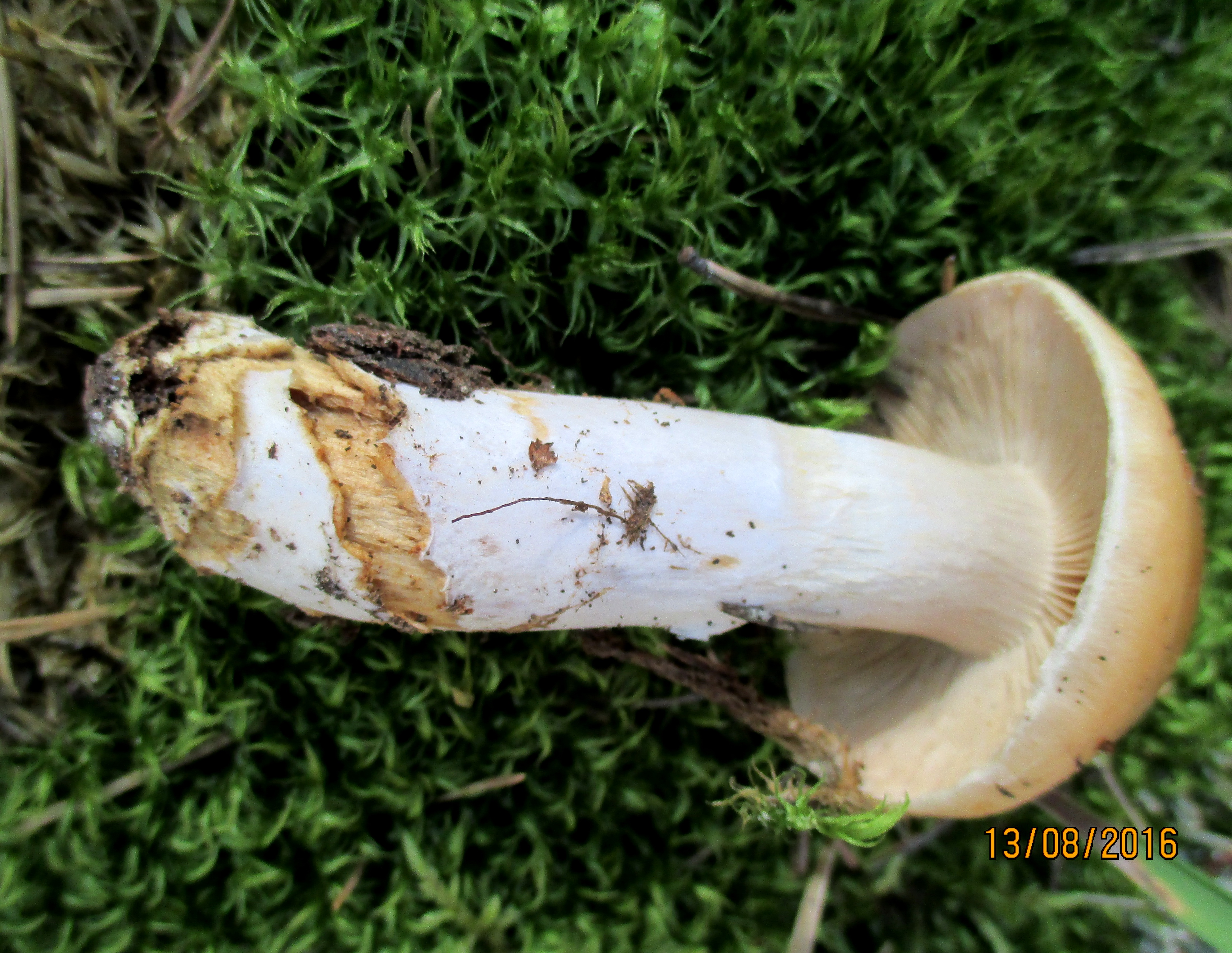
Cortinarius triumphans
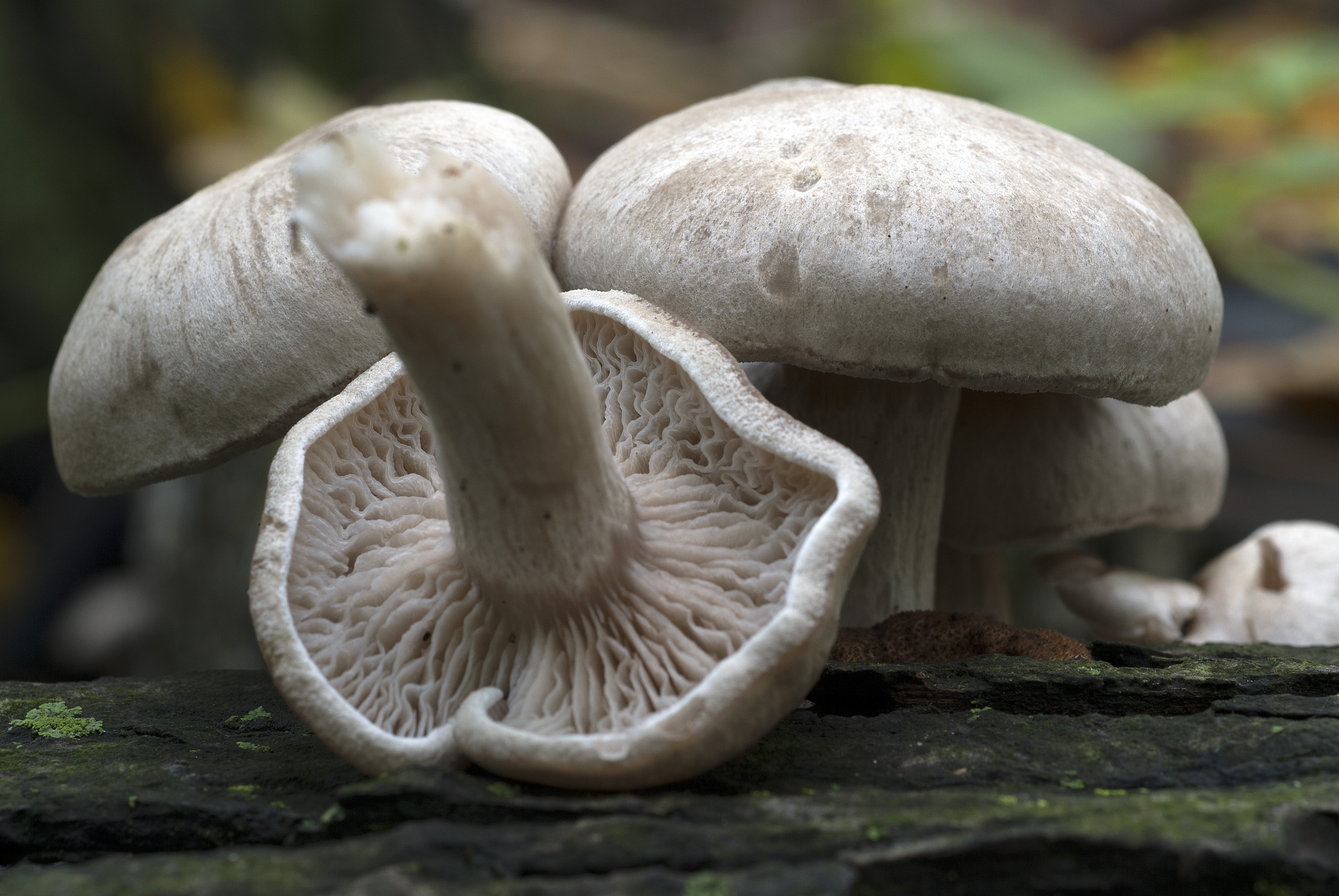
Entoloma abortivum
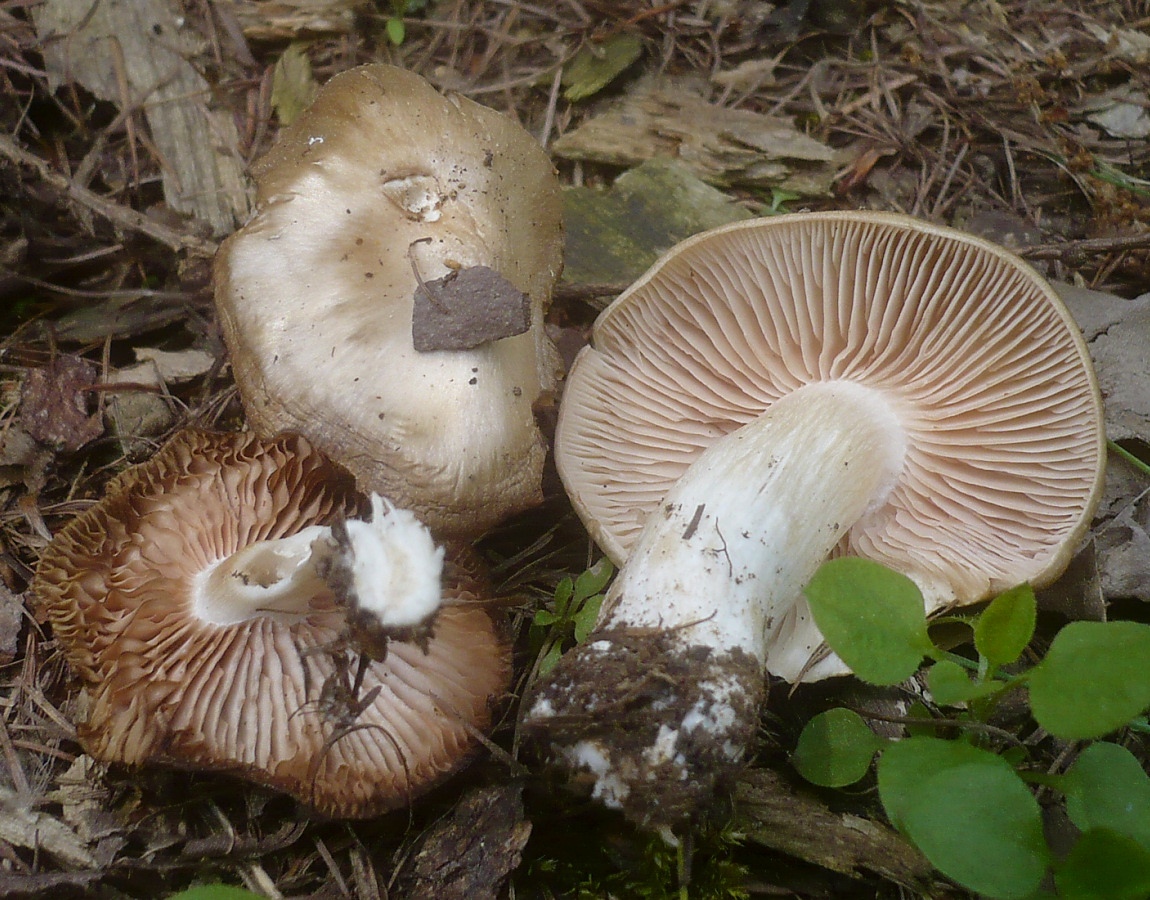
Entoloma clypeatum
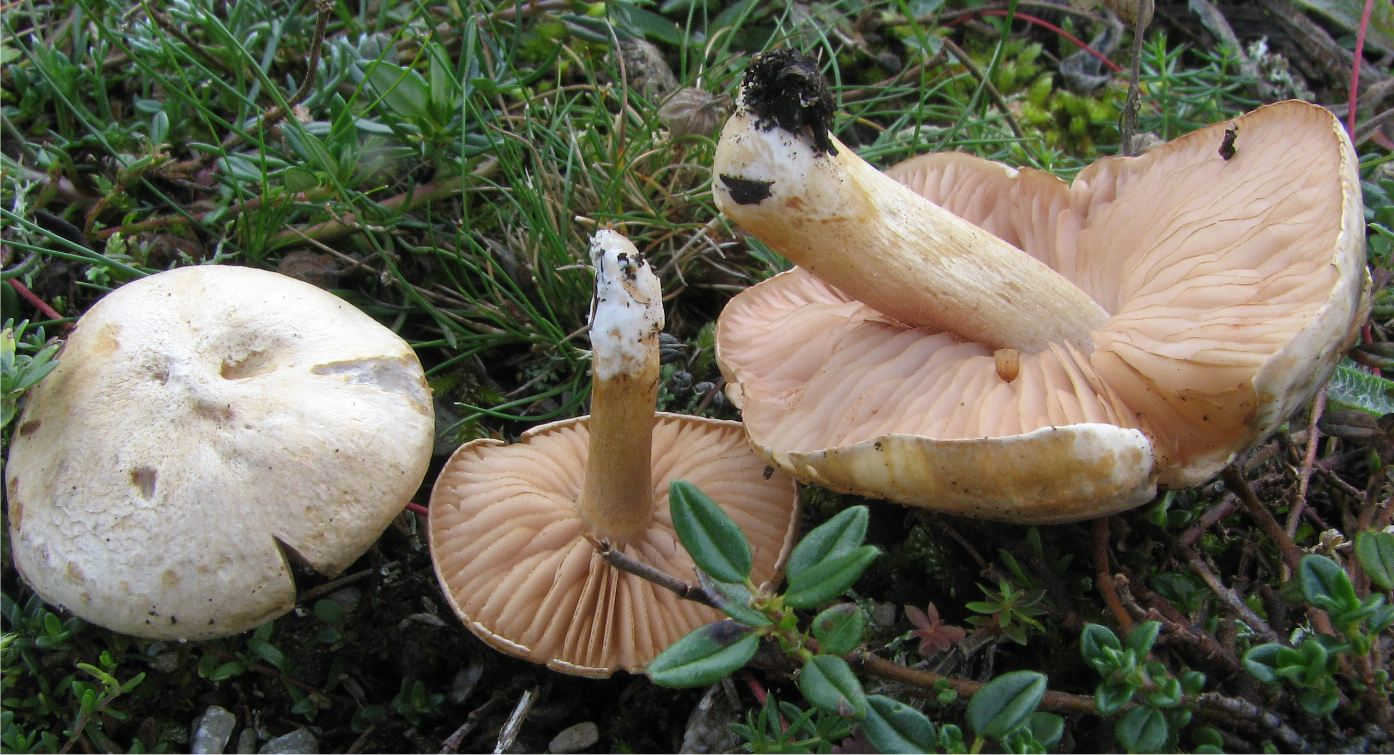
!Entoloma excentricum!
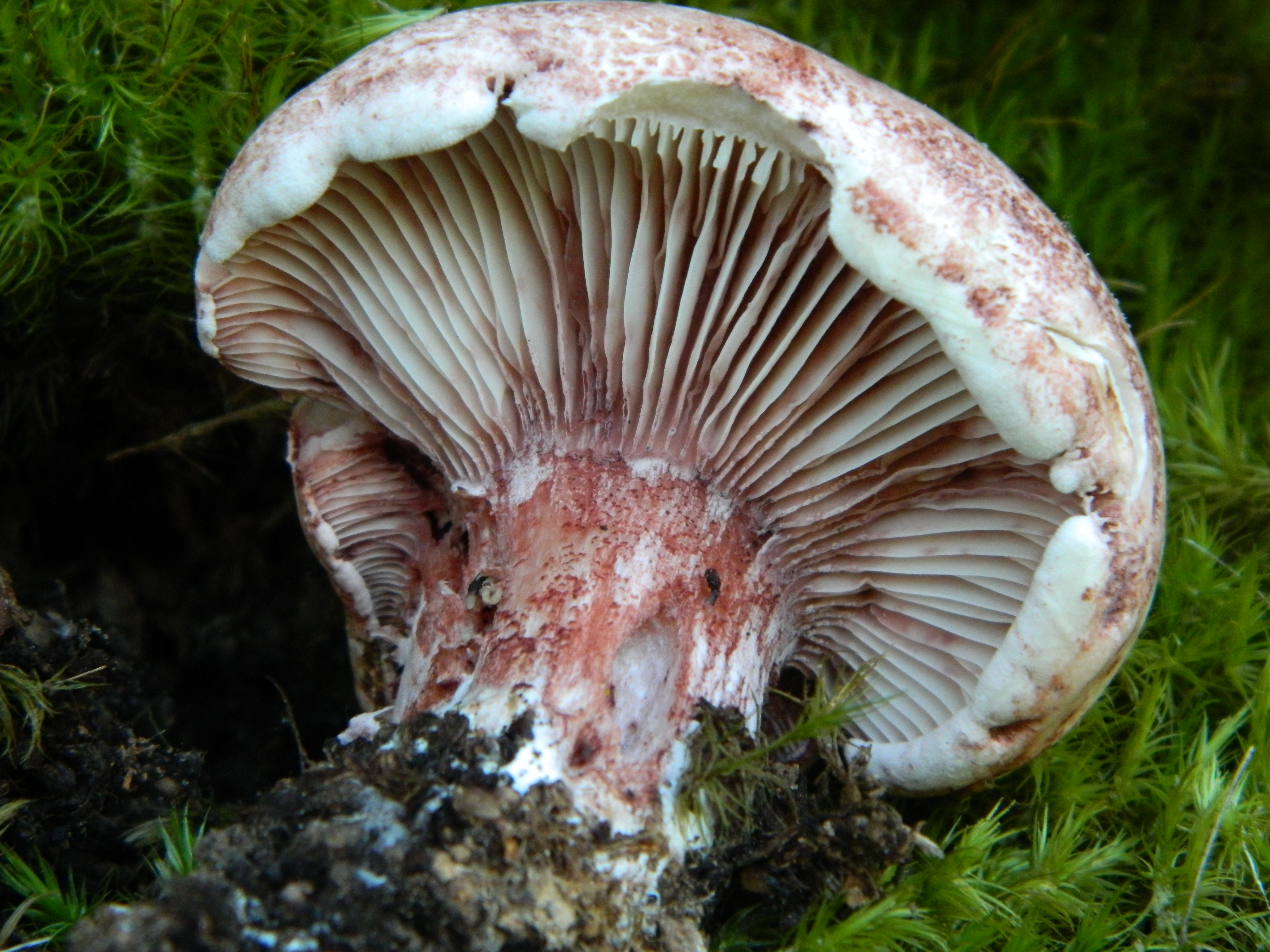
Hygrophorus russula
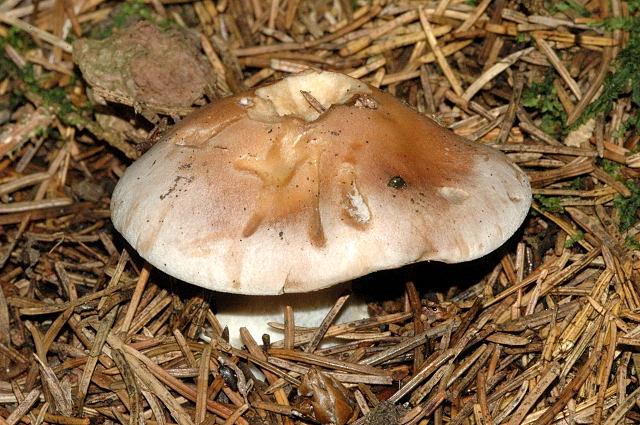
Lepista.glaucocana

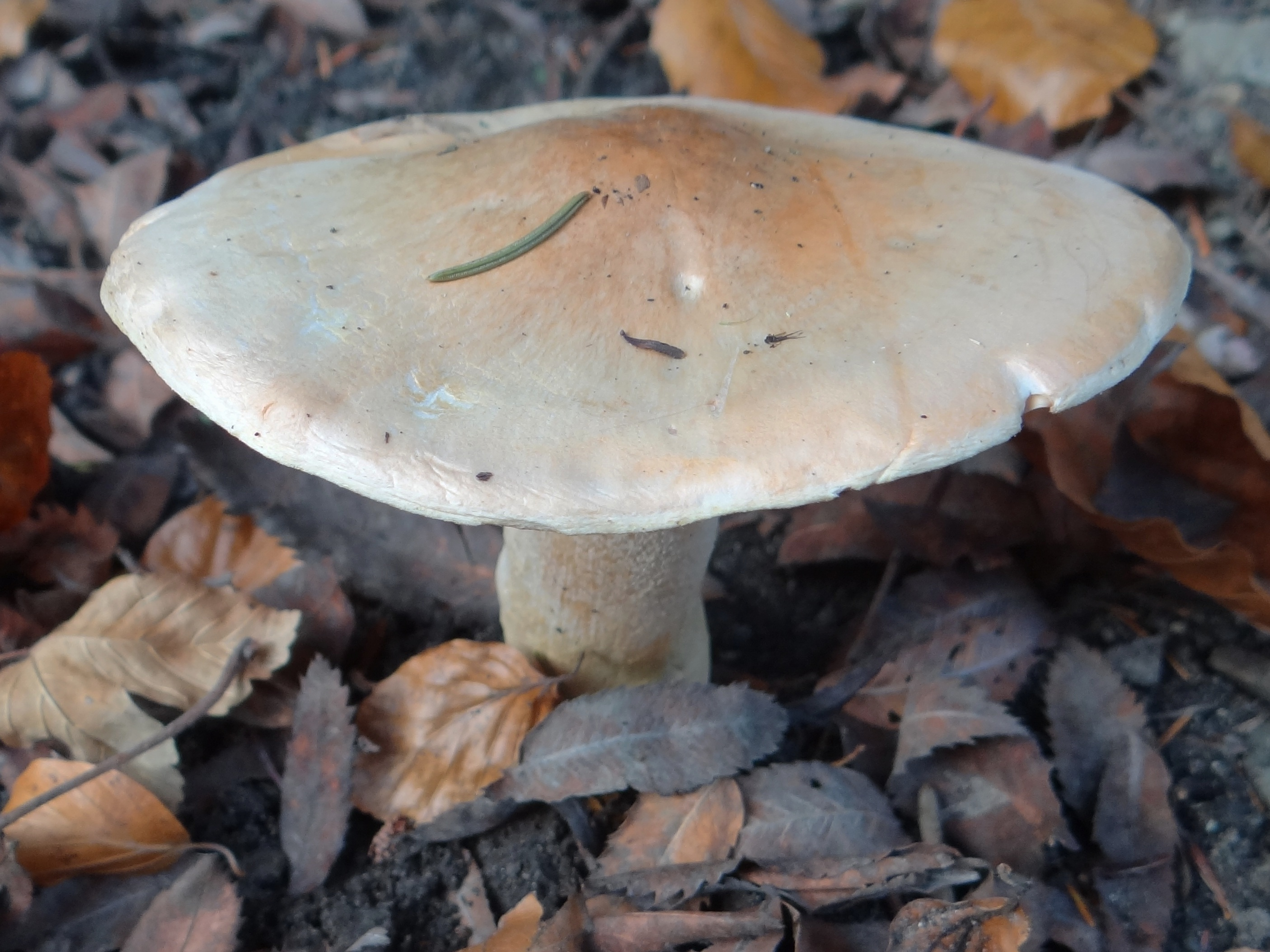
Lepista irina
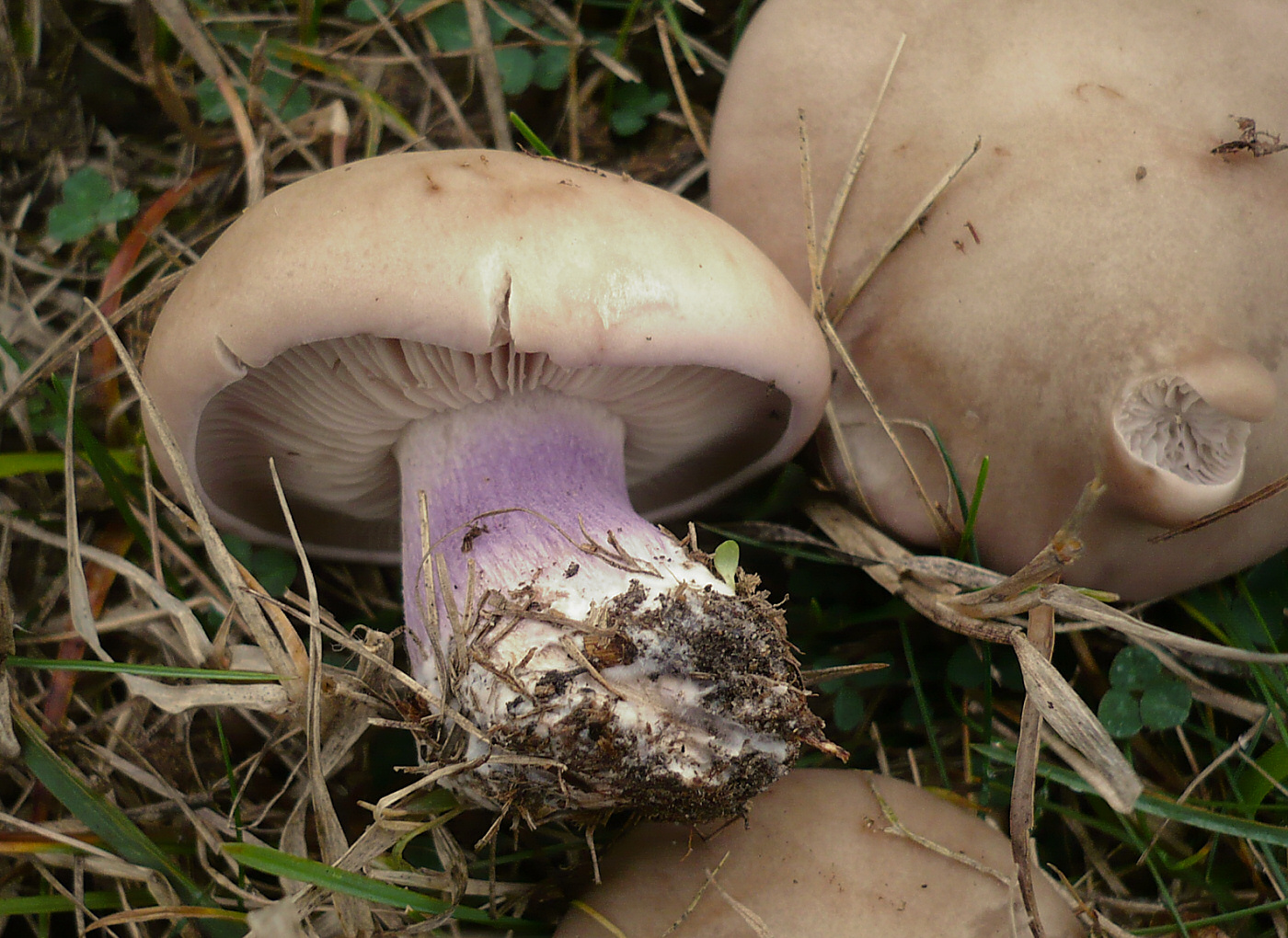
Lepista personata
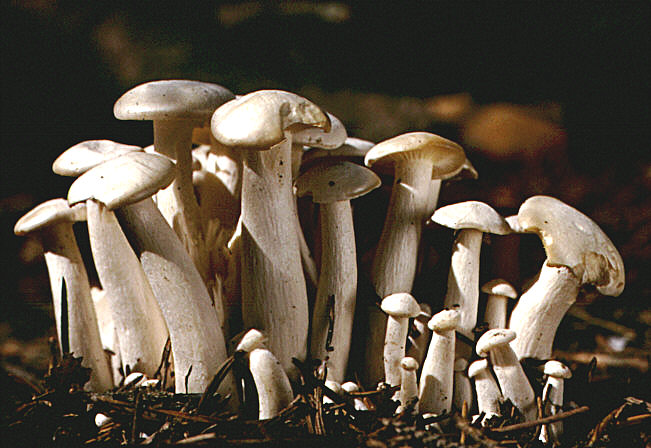
Leucocybe connata sin. Clitocybe connata, Lyophyllum connatum
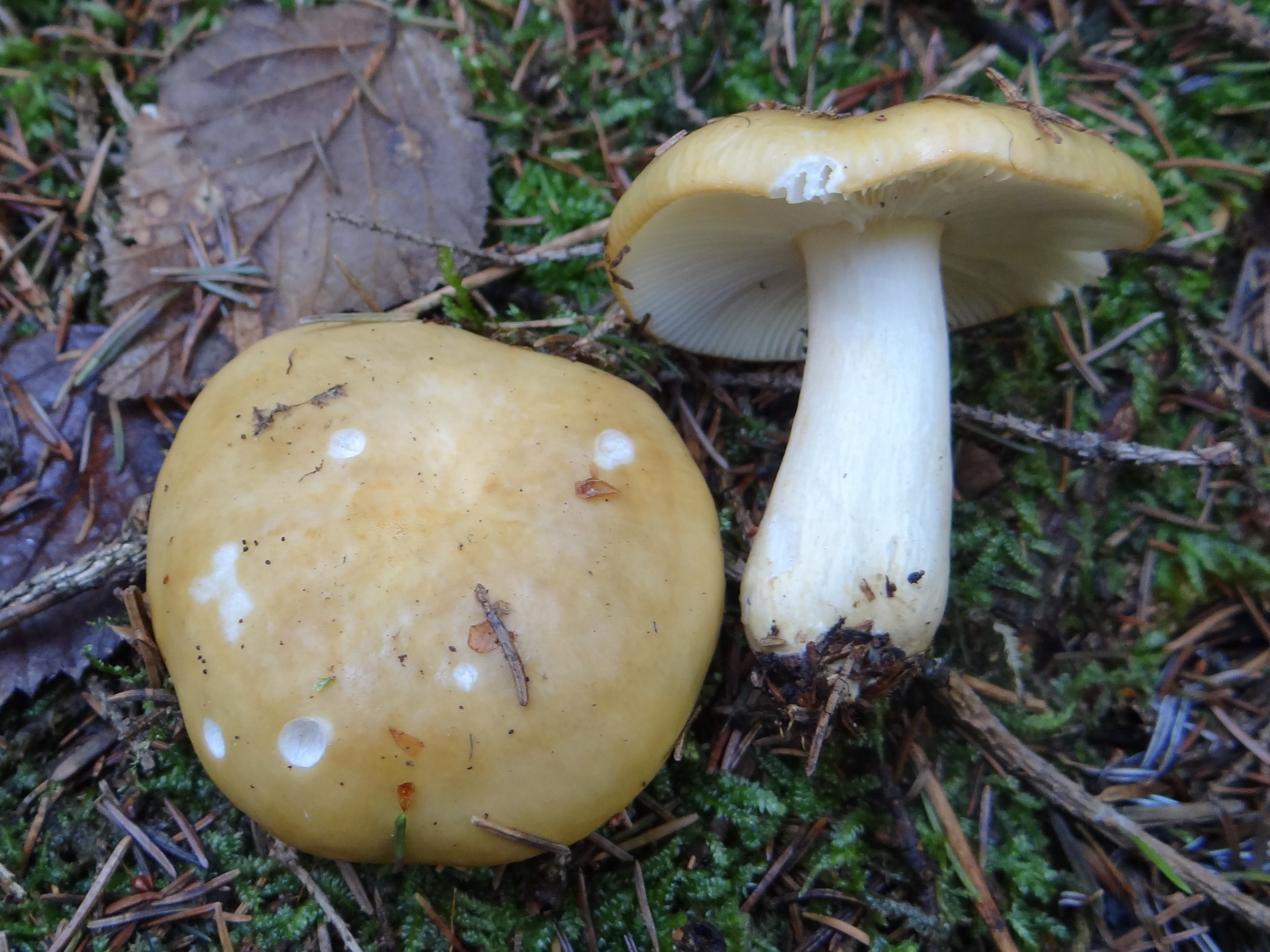
Russula citrina
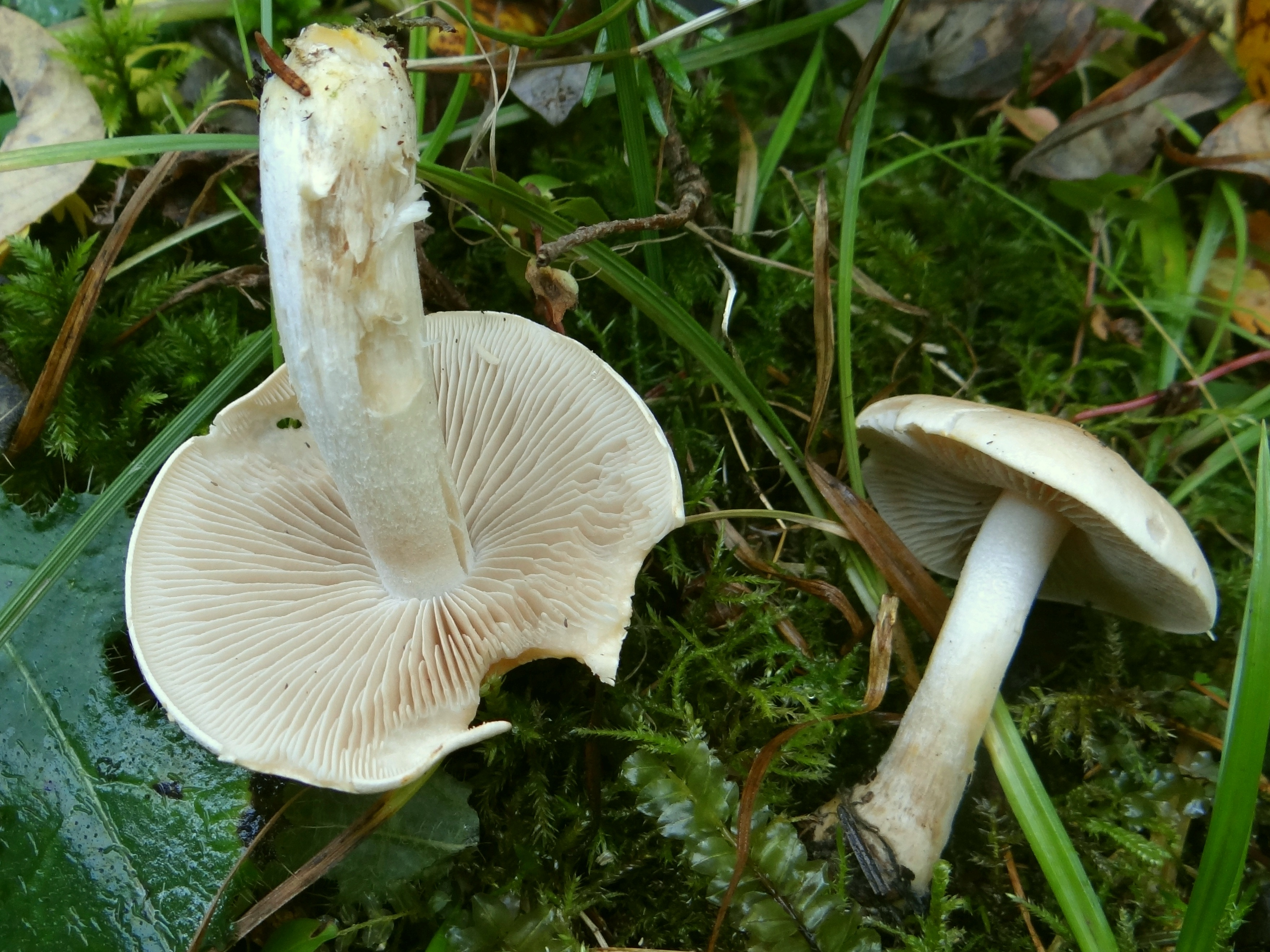
Tricholoma album!
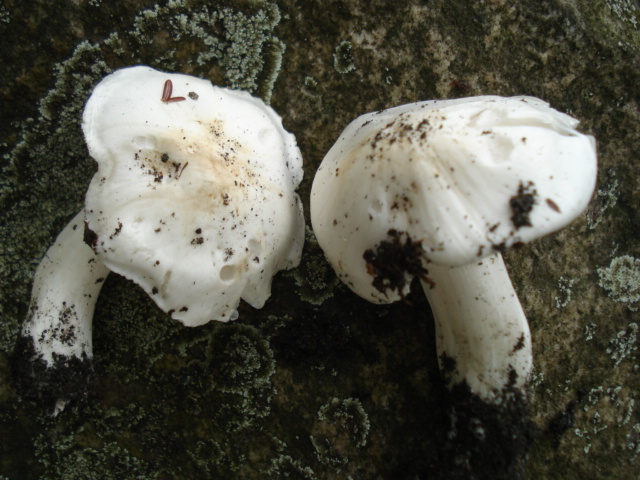
Tricholoma columbetta
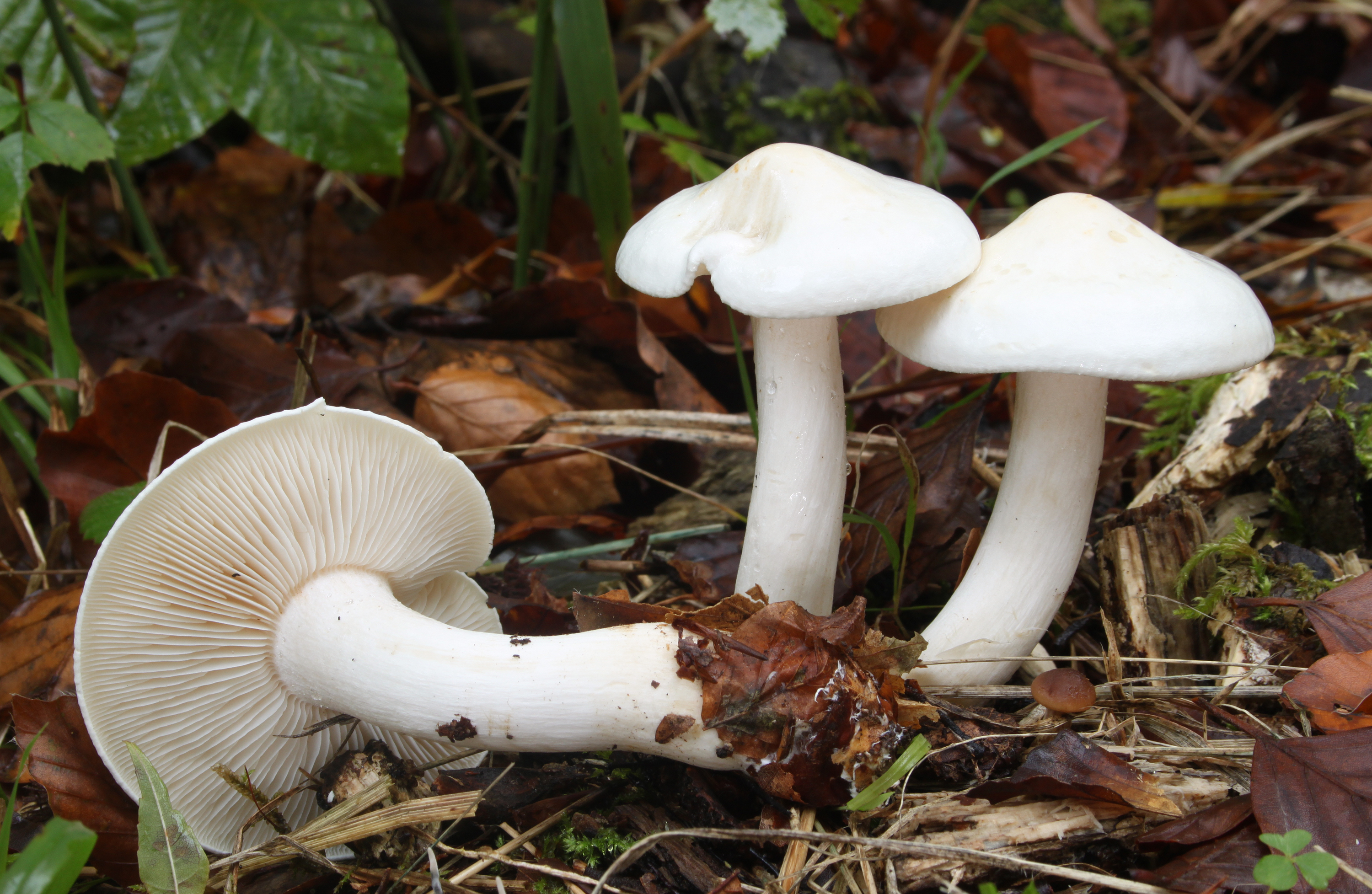
!Tricholoma lascivum!
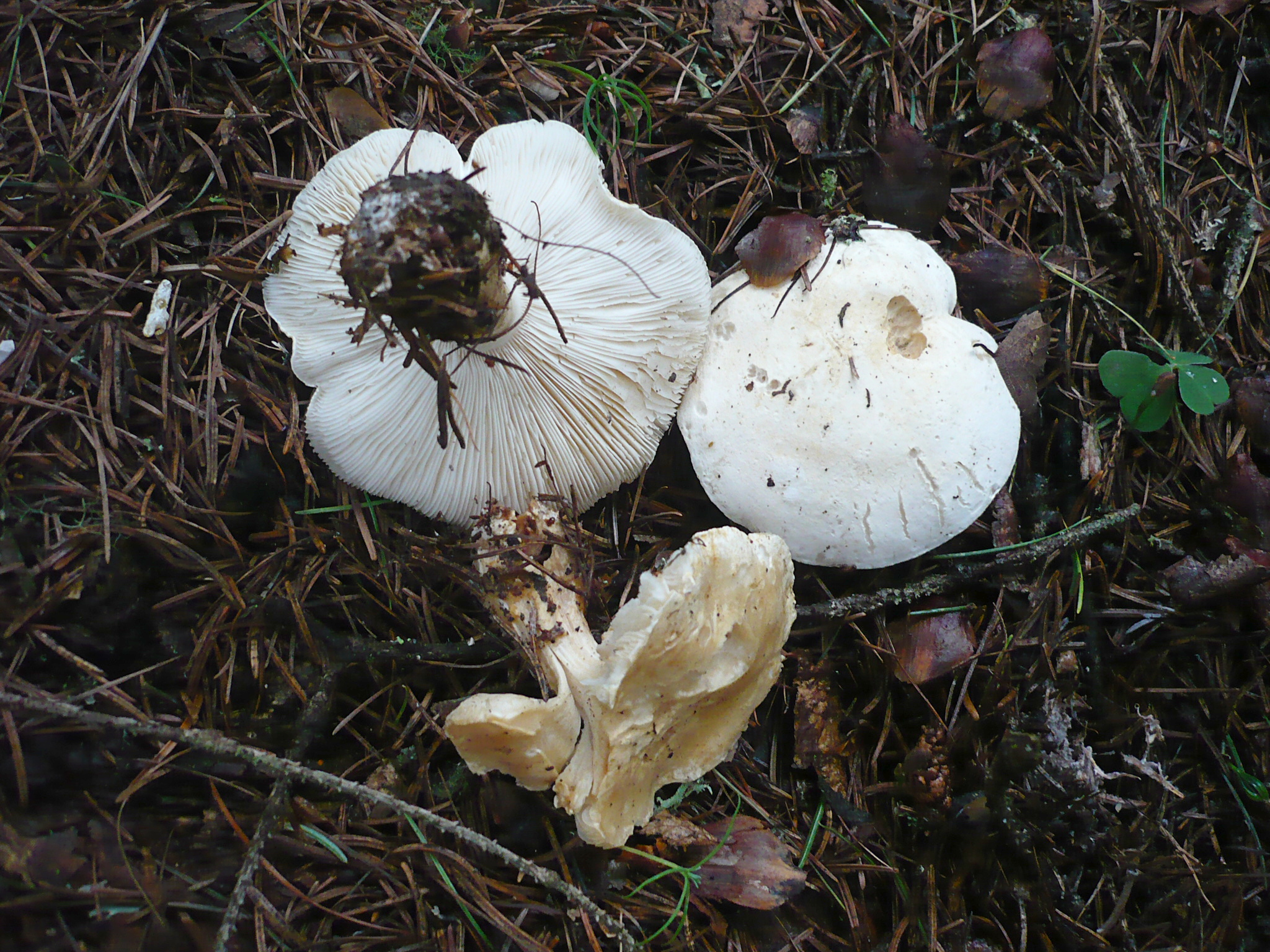
!Tricholoma stiparophyllum sin. Tricholoma pseudoalbum!